# Murcia-Rundfahrt 2009
Die 29. Murcia-Rundfahrt fand vom 4. bis 8. März 2009 statt. Das Radrennen wurde in fünf Etappen über eine Distanz von 672 Kilometern ausgetragen. Es gehört zur UCI Europe Tour 2009 und ist dort in die Kategorie 2.1 eingestuft.

## Etappen
| Etappe    | Tag     | Start – Ziel                                  | km       | Etappensieger   | Führender       |
| --------- | ------- | --------------------------------------------- | -------- | --------------- | --------------- |
| 1. Etappe | 4. März | San Pedro del Pinatar – Lorca                 | 192,3    | Graeme Brown    | Graeme Brown    |
| 2. Etappe | 5. März | Las Torres de Cotillas – Caravaca de la Cruz  | 175,1    | Greg Henderson  | Greg Henderson  |
| 3. Etappe | 6. März | San Pedro del Pinatar – San Pedro del Pinatar | 16 (EZF) | František Raboň | František Raboň |
| 4. Etappe | 7. März | Alhama de Murcia – Alhama de Murcia           | 156,1    | Rubén Plaza     | Denis Menschow  |
| 5. Etappe | 8. März | Santiago de la Ribera – Murcia                | 132,5    | Graeme Brown    | Denis Menschow  |